# Citroën SM

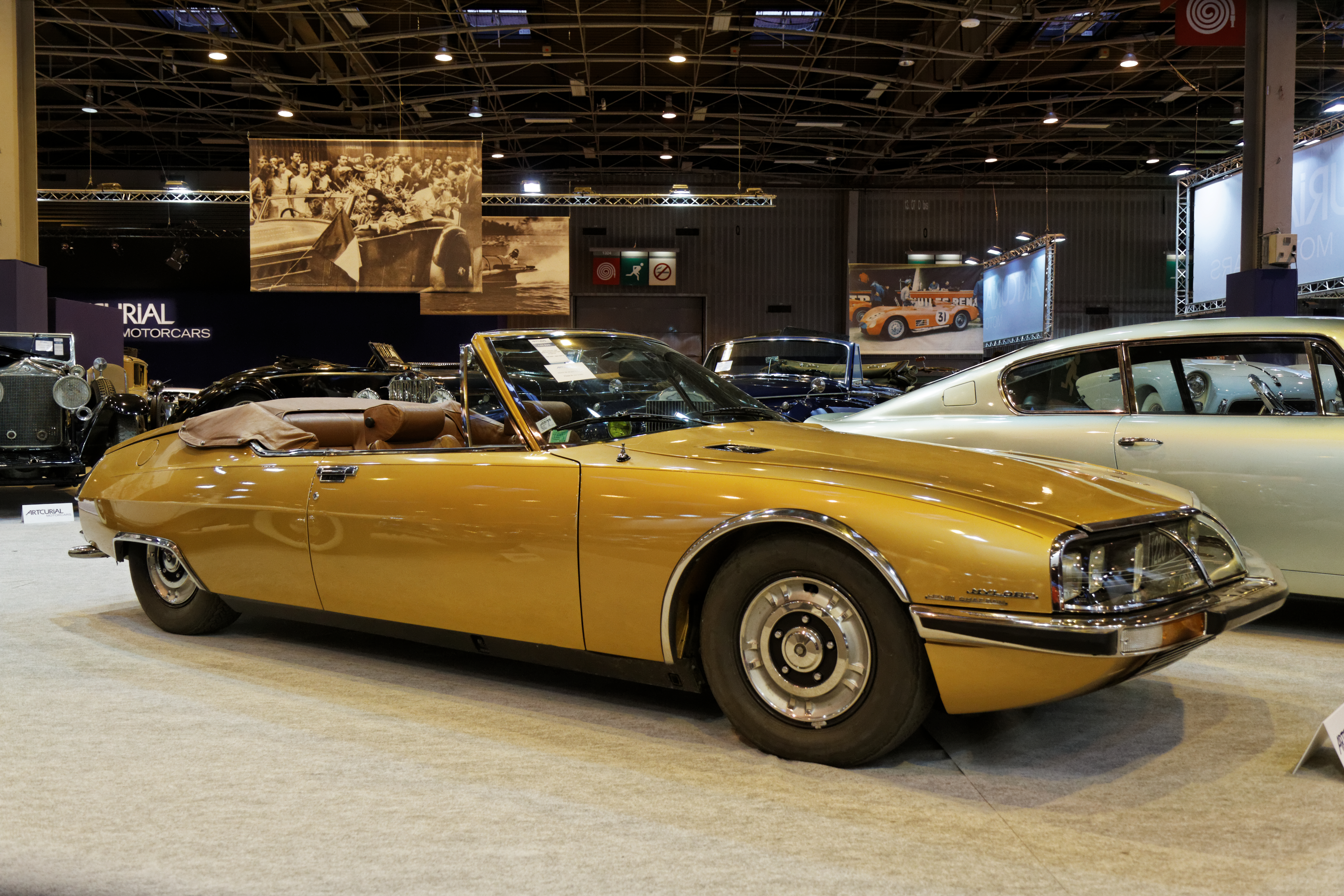
Chaprons SM Mylord cabriolet.

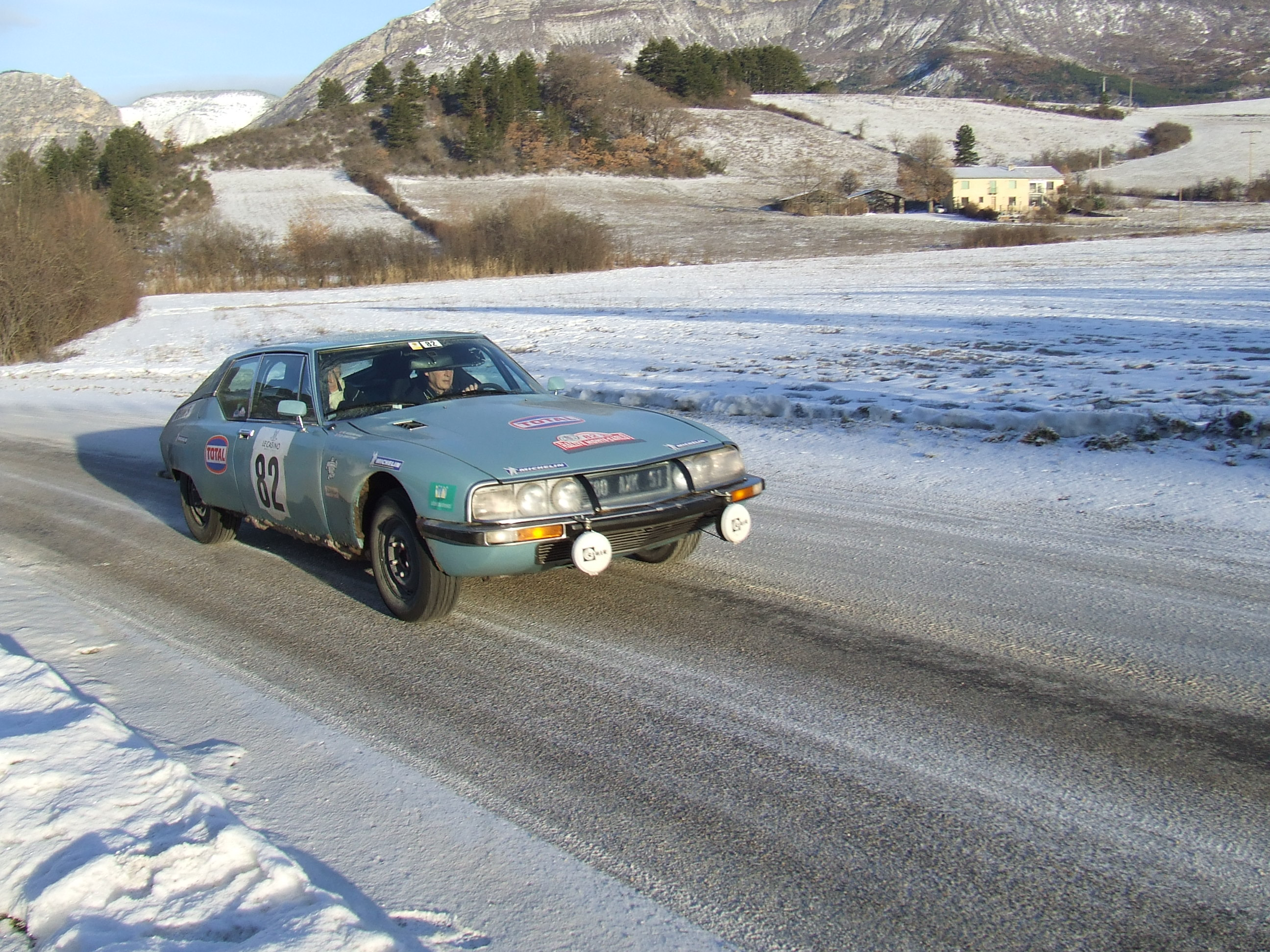

Citroën SM är en Gran turismo tillverkad av den franska biltillverkaren Citroën mellan 1970 och 1975.

## Citroën SM
SM-modellen var Citroëns dittills mest luxuösa och teknikspäckade bil, tänkt som en symbol för tekniska landvinningar och för att befästa företagets position som ledande inom högteknologiskt konstruerade bilar. Modellen konstruerades i samarbete med det vid den tiden Citroën-ägda Maserati och delar en hel del av tekniken, till exempel stora delar av instrumentering och inredning, liksom motor med Maserati Merak. Även Maserati Quattroporte II, som inte kom längre än till prototypstadiet, har många delar gemensamt med denna bil. Maserati försåg SM med en högteknologisk och mycket kompakt motor helt i lättmetall, med 4 överliggande kamaxlar. En mycket speciell kamdrivning vållade de första ägarna problem, speciellt i varmare klimat, men detta åtgärdades med tiden. 
Motorn konstruerades av den berömde konstruktören Giulio Alfieri, sedermera drivande kraft inom Lamborghini. Motorn matades av tre dubbla Weberförgasare, som senare ersattes av bränsleinsprutning. Mycket av den mekaniska uppbyggnaden hämtades från  DS-modellen, inklusive gasvätskefjädringen som består av sfäriska gasklockor och hydraulisk nivåreglering/stötdämpning. Citroën försåg SM med en helt inglasad front med 6 strålkastare. Från DS hämtades systemet med automatisk nivåreglering av strålkastarna via koppling till krängningshämmarna, men på SM är systemet hydrauliskt istället för via pianotråd. De innersta fjärrljusen svänger precis som på DS med rattutslaget. I USA var detta förbjudet och en annan fixerad front tillverkades. 
Styrningen på SM kallas DIRAVI, som innebar ett högtryckssystem där mekanisk koppling saknas mellan ratt och hjul - hydraultrycket utgör själva länken. Det finns givetvis ett mekaniskt backupsystem: vid avsaknad av hydraultryck blir styrningen trög och glapp, men man kan styra. Till detta kopplades ett automatiskt, med hastigheten ökande motstånd i styrningen som gjorde att det blev trögare att vrida ratten ju snabbare man körde bilen. Med endast två rattvarv mellan ändlägena är styrningen kanske den mest direkta som har satts i en serieproducerad bil. Denna styrning satt sedan i de flesta Citroën CX, då med 2,5 varv mellan ändlägena. SM fanns endast som vänsterstyrd, alltså inte lämplig för länder med vänstertrafik.
Även inom aerodynamiken var SM ledande. Bilen har ett helt platt underrede och en droppformad kaross som smalnar av baktill. Spårvidden är markant smalare bak än fram. Karosserna tillverkades av Chausson utanför Paris, sattes ihop i Paris. Den utmärkta aerodynamiken gör att SM blev den snabbaste framhjulsdrivna bil som dittills tillverkats. Tack vare detta räckte de 170 hk DIN som motorn utvecklade till en topphastighet på 220 km/h. Vid topphastigheten är bilen helt stabil och har en praktiskt användbar marschfart som är mycket hög, bl.a. tack vare en väl tilltagen oljekylare. Framhjulen är nollpunktsupphängda vilket innebär att bilen inte påverkas av exempelvis en punktering på framhjulet i full fart. Hjulupphängningarna är parallellogram fram som på DS, bara infästa framför hjulen istället för bakom. Växellådan är från DS.
Även bromsarna var högt utvecklade. De främre skivbromsarna togs från Citroëns DS-modell, där de satt monterade inne vid växellådan för att ge lägre ofjädrad vikt samt öka värmeavledningen. Bak försågs SM med skivbromsar, men behöll den automatiska bromsvåg som liksom hos DS kände av hur tungt bilen var lastad baktill och anpassade bromskraften bak därefter. 
Standarutrustningen inkluderade elektriska fönsterhissar, fullt justerbar ratt och regnsensor till torkarna. Som tillbehör fanns bland annat läderklädsel, luftkonditionering och lätta Michelin-fälgar, delvis tillverkade av kolfiber. 
Efter två år introducerades den bränsleinsprutade modellen med ett system från Bosch och den automatväxlade varianten som använde en trestegsväxellåda från Borg-Warner. Snart kom denna variant att levereras med en något större motor på 2 995 kubikcentimeter för att kompensera för kraftförluster i automatväxellådan. Övriga varianter har en motorvolym på 2 670 kubikcentimeter.
Efterfrågan på Citroën SM minskade drastiskt i samband med oljekrisen 1973 och produktionen flyttades till Ligier i Abrest. Även det höga priset inverkade. 1974 kostade en ny SM över 74 000 kronor i Sverige (405 000 i 2010 års penningvärde).

## Motor
| Modell       | Årsmodell | Motor              | Cylindervolym | Effekt | Bränslesystem       |
| ------------ | --------- | ------------------ | ------------- | ------ | ------------------- |
| SM           | 1970-72   | 6-cyl V-motor DOHC | 2670 cm³      | 170 hk | Tre Weber-förgasare |
| SM IE        | 1973-75   | 6-cyl V-motor DOHC | 2670 cm³      | 175 hk | Bränsleinsprutning  |
| SM Automatic | 1973-75   | 6-cyl V-motor DOHC | 2965 cm³      | 180 hk | Tre Weber-förgasare |